# Uncarina

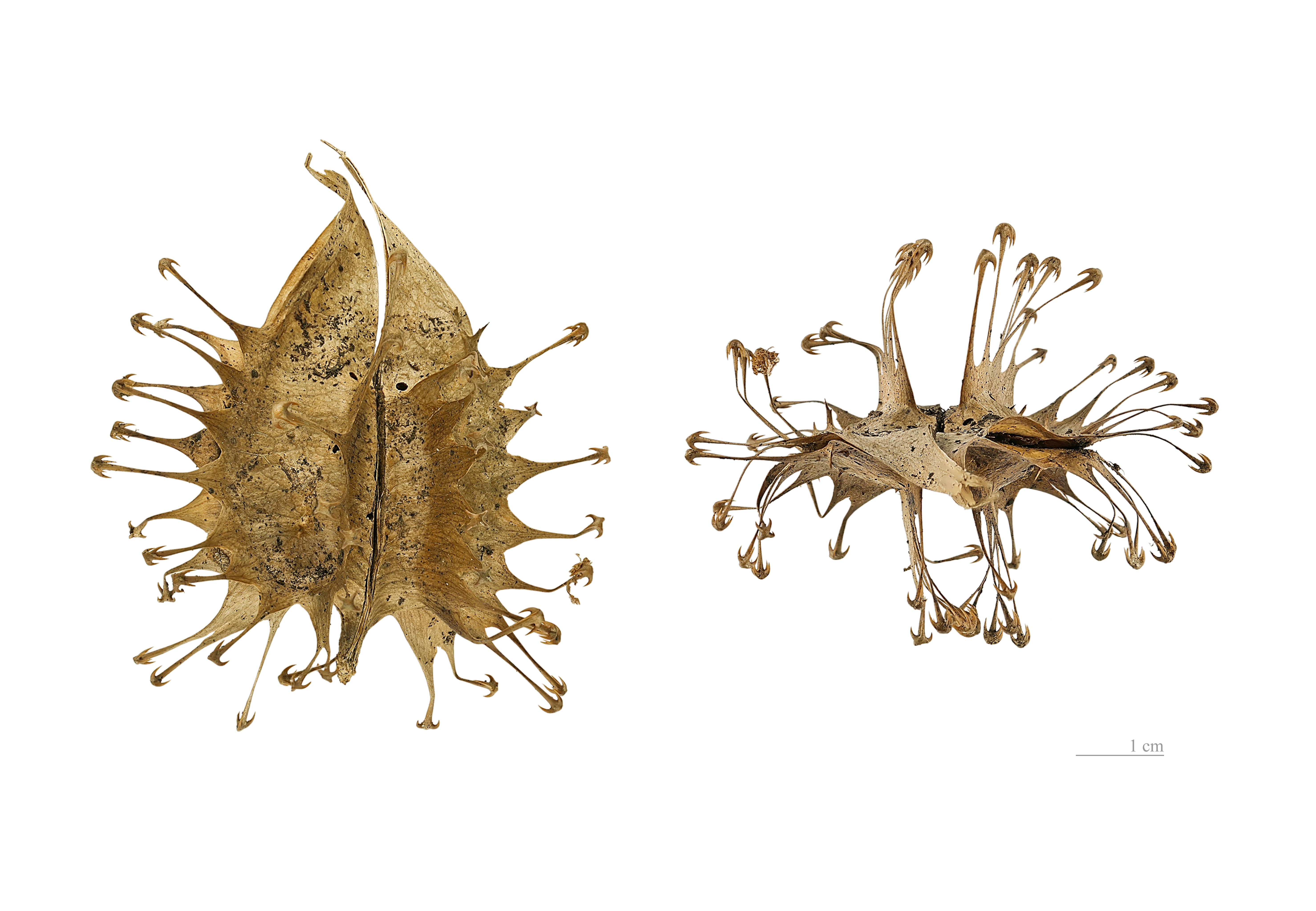
Uncarina ankaranensis

Uncarina es un género de plantas perteneciente a la familia Pedaliaceae.
El género se compone de pequeños árboles o arbustos con hojas caducas, siendo nativas de  Madagascar.

## Especies
| - Uncarina abbreviata - Uncarina decaryi - Uncarina didierii - Uncarina grandidieri - Uncarina leandrii - Uncarina leptocarpa - Uncarina peltata | - Uncarina perrieri - Uncarina platycarpa - Uncarina roeoesliana - Uncarina sakalava - Uncarina stellulifera - Uncarina turicana |